# Институт теоретической физики имени Н. Н. Боголюбова НАН Украины
Институт теоретической физики имени Н. Н. Боголюбова НАН Украины (укр. Інститут теоретичної фізики імені М. М. Боголюбова НАН України) — ведущий украинский научный центр фундаментальных проблем теоретической, математической и вычислительной физики.
Создан в 1965 году как Институт теоретической физики АН Украины.
Институт является базовым для Международного центра физики, созданного при Отделении физики и астрономии НАН Украины. В рейтинге научных учреждений НАН Украины по индексу Хирша, вычисленному по показателям наукометрической базы данных Scopus, на июнь 2013 года институт занимает первое место.
23 сентября 1993 года на территории института была учреждена Международная ассоциация академий наук.

## Научные отделы
- Астрофизики и элементарных частиц
- Физики высоких плотностей энергии
- Квантовой теории молекул и кристаллов
- Квантовой электроники
- Математических методов в теоретической физике
- Математического моделирования
- Нелинейной физики конденсированного состояния
- Вычислительных методов теоретической физики
- Прикладных проблем теоретической физики
- Синергетики
- Структуры атомных ядер
- Теории и моделирования плазменных процессов
- Теории ядра и квантовой теории поля

При институте действует докторантура и аспирантура по специальности «теоретическая физика», а также научно-учебный центр для школьников и студентов по подготовке молодых научных кадров.

## Направления научных исследований
Основными направлениями научной деятельности института является теория нелинейных явлений в конденсированных средах и плазме, квантовая теория поля, теория элементарных частиц, релятивистская астрофизика, теория ядра и ядерных реакций. Успешно работают и развиваются научные школы Боголюбова-Парасюка (математическая физика и квантовая теория поля), Давыдова (теоретическая физика), Ситенко (теоретическая ядерная физика и теория плазмы) и Фомина (релятивистская астрофизика, космология, физика элементарных частиц). Учёные института достигли весомых результатов в развитии различных направлений теоретической физики — в частности, в теории квантовых групп, квантовой хромодинамике, в теориях высокоэнергетического ядро-ядерного взаимодействия, пыльной плазмы, высокотемпературной сверхпроводимости, наносистем и т. п.

## Директора института
- 1966—1973 — Боголюбов, Николай Николаевич
- 1973—1988 — Давыдов, Александр Сергеевич
- 1988—2002 — Ситенко, Алексей Григорьевич
- С 2002 по наст. время — Загородний, Анатолий Глебович.

В составе института на август 2013 года насчитывается 42 докторов и 59 кандидатов физико-математических наук, среди них два академика (А. Г. Загородний, В. М. Локтев) и три члена-корреспондента (Э. Г. Петров, В. П. Гусынин, Б. И. Лев) НАН Украины.